# Županija
Županija je upravnoadministrativna enota enota na Madžarskem in na Hrvaškem.